# عزت جعفر

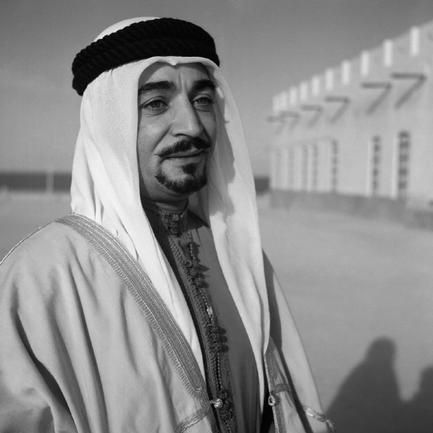

عزت محمد مصطفى جعفر كان السكرتير الخاص لأمير دولة الكويت الراحل الشيخ أحمد الجابر، ورئيساً للديوان الأميري إلى عهد الأمير الراحل عبدالله السالم الصباح وهو من مواليد عام 1912 حيث بدأ العمل في الكويت عام 1935 وتوفى فيها في العام 2000 ميلادية.

## أعماله
أدار جعفر العديد من الإتفاقيات السياسية والاقتصادية الخاصة بدولة الكويت وكان المترجم الخاص للحاكم آنذاك حيث يجيد اللغة الإنجليزية والفرنسية، وكان أحد مؤسسي صرح اقتصادي كويتي وهي شركة KDD الغذائية التي سجن بسببها أثناء الغزو العراقي للكويت لعدم تعاونه مع المحتل، وكان يلقب بمستشار الأمراء.

## نسبه
ذكر جعفر بأحد مقابلاته بأن عائلته من بيروت .

## أوسمه حصل عليها
حصل على وسام جوقة الشرف برتبة قائد من الجمهورية الفرنسية في عام 1953